# Aeroportul Narathiwat
Aeroportul Narathiwat (IATA: NAW, ICAO: VTSC) este un aeroport din Khok Khian⁠(d), Districtul Mueang Narathiwat, Provincia Narathiwat, Thailanda. Aeroportul a fost tranzitat în 2020 de 149.049 de pasageri.
Situat la o altitudine de 5 m, aeroportul dispune de o singură pistă.